# Guerra anglo-olandese per Giava
La guerra anglo-olandese per Giava, combattuta nel 1810-1811, contrappose la Gran Bretagna e i Paesi Bassi, allora parte dell'impero di Napoleone: tanto che, a rigore, bisognerebbe parlare di "guerra anglo-francese per Giava". Tale conflitto costituisce l'episodio culminante di un ventennio di guerre coloniali, fra la Gran Bretagna da una parte e, dall'altra, le tre entità che successero nel controllo delle cessate Province Unite (nell'ordine la Repubblica Batava, il Regno d'Olanda ed il Primo Impero francese).

## Contesto

### Dalle Province Unite alla Repubblica Batava
Il 20 aprile 1792 l'Assemblea Nazionale Francese, dichiarava guerra ad Austria e Prussia. Con la battaglia di Jemappes, del 6 novembre, venivano occupati ed annessi i Paesi Bassi austriaci. Il 1º febbraio 1793 la Convenzione Nazionale, succeduta all'Assemblea Nazionale, dichiarava guerra anche alla Gran Bretagna ed alle Provincie Unite, a loro unite da una alleanza difensiva.

L'8 gennaio 1795 l'armata del generale Pichegru attraversò il fiume Waal gelato e mandava avanti l'olandese Daendels che, il 19, occupava Amsterdam. Nel frattempo i 'comitati rivoluzionari' olandesi avevano dato vita alla seconda rivoluzione batava: presero il controllo di Amsterdam e costrinsero lo statolder Guglielmo V all'esilio, il 18 gennaio.

### Lo statolder ordina la consegna delle colonie agli Inglesi
Questi si rifugiò in Inghilterra, ove, in odio alla neo-proclamata Repubblica Batava, sottoscrisse delle speciali lettere, ad uso dei comandanti della Royal Navy, indirizzate ai governatori delle varie colonie delle Provincie Unite, contenenti l'ordine di permettere l'ingresso delle truppe inviate da Sua Maestà Britannica e di non offrire resistenza alle navi da guerra britanniche, bensì di considerarle vascelli di una potenza amica.

Gli effetti furono travolgenti: la Colonia del Capo si arrese all'ammiraglio Rodney, seguita da Malacca, Ceylon e dalle Molucche; nella primavera del 1796 seguirono Berbice, Demerara ed Essequibo (oggi Guiana britannica). In parte per la superiore forza britannica, in parte per la fedeltà dei governatori e della truppa allo statolder, come dimostrò il triste episodio di una squadra navale di soccorso inviata dalla Repubblica Batava ed affidata al contrammiraglio Lucas: essa venne intercettata alla baia di Saldanha, vicino a Città del Capo, il 17 agosto 1796, e si arresa senza combattere, a causa delle simpatie orangiste della ciurma.

Rimanevano in mano bataviana solo la grande base di Giava e le dipendenze nella vicina Sumatra. Tale esito era tutt'altro che imprevedibile: per gran parte della sua storia la Compagnia delle Indie Orientali aveva esercitato sui territori nominalmente soggetti un controllo indiretto: non per nulla si parla, a proposito dell'intero Impero coloniale olandese, di 'impero commerciale', contrapposto all''Impero territoriale' tipico, per il '700, delle esperienze spagnole e britanniche nelle Americhe. Così il controllo olandese su vaste aree come Aceh, Lombok, e Borneo era sempre stato puramente nominale. E lo stesso valeva per i territori soggetti alla Compagnia delle Indie Occidentali che controllava una serie di basi commerciali, più o meno fortificate, dalle Antille, al Suriname alla Guyana alla Costa d'Oro.
A questo quadro faceva eccezione la sola grande base di Giava: stante la sua ricchezza e centralità commerciale, la 'Compagnia' vi aveva costruito un controllo forte. E la grande base, appunto, ancora resisteva.

### La bancarotta della 'Compagnia olandese delle Indie orientali'
Nel frattempo, erano giunti al pettine i nodi legati alla crisi finanziaria delle due grandi compagnie commerciali che avevano fatto la fortuna delle Province Unite: lungo tutto il '700, mentre i profitti diminuivano, esse avevano continuato a pagare lauti dividendi, giungendo, come inevitabile, al collasso finanziario.

Sin dal giugno 1783 gli Stati Generali della Repubblica delle Sette Province Unite avevano nominato una commissione incaricata di indagare il male ed i possibili rimedi, ma ogni decisione era stata interrotta dalla Seconda Rivoluzione batava. Cosicché toccò alla Repubblica Batava assumere le necessarie misure: nel 1796 venne nominato un Comitato per il commercio ed i possedimenti nelle Indie Orientali di ventotto membri, presieduto dal Wiselius. Il 1º gennaio 1800 esso procedette alla liquidazione della Compagnia Olandese delle Indie Orientali ('VOC'): il debito ed i possedimenti territoriali divennero proprietà diretta dello stato.
Quanto alla Compagnia Olandese delle Indie Occidentali, allorché lo statuto venne a naturale scadenza, nel 1791, esso non venne rinnovato: i possedimenti territoriali divennero proprietà diretta dello Stato e le azioni scambiate con titoli del debito pubblico.
In definitiva, la Repubblica si trovava ad essere diretta proprietaria di un vasto impero coloniale, in gran parte, però, occupato militarmente dalla Royal Navy.

## Il lungo conflitto anglo-francese del 1802-1814

### Il Trattato di Amiens e la restituzione delle colonie
La progressiva estinzione dell'Impero coloniale olandese sembrò avere un termine con la fine della guerra della seconda coalizione, segnata dal Trattato di Amiens del 25 marzo 1802. La Gran Bretagna riconosceva la Repubblica francese, restituiva prigionieri ed ostaggi, si ritirava dall'Egitto e da Malta.
Il trattato presentava notevoli vantaggi per la Repubblica Batava:
- Esso veniva controfirmato anche dai suoi rappresentanti e dunque, riconosciuta dalla corte di San Giacomo quale legittimo successore delle Provincie Unite.
- La Casa d'Orange-Nassau veniva indennizzata con un non piccolo lascito: il secolarizzato Vescovato di Fulda, l'abbazia di Corvey, l'Abbazia di Weingarten, le città di Dortmund, Isny e Buchhorn. Lo statolder rientrò nei possedimenti aviti in Germania e moriva a Brunswick nel 1806.
- Londra restituiva una parte essenziale delle colonie olandesi: la Colonia del Capo, Malacca, le Molucche, Berbice, Demerara ed Essequibo). Erano, invece, definitivamente perdute Ceylon e Trinidad e Tobago.
- Veniva rimosso il blocco navale britannico e si poteva, dopo molti anni, sperare in una ripresa dei commerci.

### La subitanea ripresa del conflitto anglo-francese
Tuttavia le speranze durarono lo spazio di soli 14 mesi. E già il 16 maggio 1803 una fregata britannica attaccava un convoglio francese nella Manica. Il primo ministro britannico Addington dava così inizio ad un conflitto che avrebbe avuto termine solo nel 1814, con la caduta di Parigi.
Inizialmente la guerra fu unicamente marittima e, ancora una volta, interessò anzitutto le colonie olandesi: tutte rioccupate, con l'eccezione, ancora una volta, della grande base di Giava e relative dipendenze nella vicina Sumatra.

### La creazione del Regno d'Olanda
Tuttavia Napoleone non aveva rinunciato alla guerra navale. Anzi, vi investì sempre molto: la sola Repubblica Batava era obbligata a tenere in armi, oltre a 16 000 soldati, 10 vascelli da guerra e 350 navi da trasporto, in vista di una, sempre rinviata, invasione dell'Inghilterra.
Totalmente determinato alla mobilitazione degli stati satelliti per il servizio del Primo Impero francese, Napoleone impose la successione della Repubblica Batava con un nuovo Regno d'Olanda, la cui corona affidò al proprio fratello minore, Luigi Buonaparte. Il nuovo re giunse all'Aia il 22 giugno 1806.

### Le ingenti spese di riarmo imposte da Napoleone
Quale primo effetto, le richieste militari salirono ulteriormente a 40 000 soldati ed una più grande marina da guerra. Tale riarmo tuttavia non era in principio contrario agli interessi del Regno d'Olanda. Anzi, dava seguito ad esigenze segnalate dallo stesso statolder Guglielmo V sin dal 1767 e la cui inderogabilità era stata ben segnalata dal disastro alla Quarta guerra anglo-olandese. Il problema fondamentale, semmai, era rappresentato dalla cronica crisi dei commerci, che riducevano drammaticamente le entrate dello Stato. Anzitutto legata alla perdita delle colonie, essa venne ulteriormente aggravata dall'imposizione, con il "decreto di Berlino" del 1º novembre 1806, del Blocco continentale, poi ottusamente applicato da un piccolo esercito di doganieri.
Invano re Luigi protestava presso il fratello: egli ottenne unicamente di scontentarlo, sino a spingerlo a fargli dare le dimissioni, il 1º luglio 1810. Dopodiché, il 9 luglio seguente, il Regno d'Olanda venne annesso all'Impero francese.

### La tentata invasione inglese nel Regno d'Olanda
Una grande flotta francese venne concentrata sulla Schelda, appoggiata ai porti di Flessinga ed Anversa, quest'ultimo riattivato ed ulteriormente potenziato, sino a trasformarlo in un possente arsenale navale.
Si trattava di "una pistola puntata alla testa dell'Inghilterra". E questa tentò di reagire con una spedizione punitiva, mirata a distruggere il potente apparato navale. La spedizione di Walcheren, dotata di più di 100 vascelli da guerra e da trasporto, 40 000 soldati e 15 000 cavalli, al comando di Lord Chatham, non raggiunse mai Anversa e dovette miseramente ripiegare, alla notizia della disfatta austriaca a Wagram.

## Il destino di Giava

### Divergenza di interessi fra Francia e Regno d'Olanda
Re Luigi aveva offerto un contributo importante al conflitto, organizzando forse 20 000 uomini a difesa di Anversa. Il rischio, in fondo, era stato grave anche per il Regno d'Olanda, il cui destino, caduta Anversa, sarebbe stato segnato. Il suo successo testimoniava, se ve ne era bisogno, della popolarità della quale ancora godeva nel regno la guerra alla Gran Bretagna.
Tuttavia, al contrario del paese dominante, il piccolo regno satellite non poteva ignorare del tutto il destino dei residui possedimenti coloniali.

### L'importanza della grande base di Giava
Sin dal 1806, poco dopo l'accettazione della corona, Luigi si era preoccupato di porre le premesse per una efficace difesa di Giava, inviandovi il più rispettato generale olandese, il Daendels, con il grado di colonnello-generale e, dal 1807, governatore generale delle Indie Orientali Olandesi. Questi giunse a Batavia, oggi ribattezzata Giacarta, solo un anno più tardi, il 5 gennaio 1808, a causa del quasi insormontabile dominio dei mari esercitato dalla Royal Navy. Qui prese il posto del predecessore, Albertus Wiese.
Batavia era stata, dalla fondazione nel 1619 e per quasi due secoli, la maggiore base della Compagnia Olandese delle Indie Orientali e, in pratica, la sua seconda capitale, dopo Amsterdam. Stante la sua ricchezza e centralità commerciale, la Compagnia aveva istituzionalizzato il controllo diretto del territorio e ne controllava le vaste risorse.
Ciò nonostante, la progressione della conquista inglese aveva ormai trasformato Batavia in una sorta di ridotto. Non piccolo però, come aveva dimostrato l'assenza di ogni iniziativa inglese nel corso della guerra del 1781-83.

### Daendels governatore di Giava
Daendels trovò, quindi, mezzi sufficienti per dare avvio ad un vasto programma di difesa, in vista di un prevedibile attacco britannico. Anzitutto liberò l'intera isola da ogni marginale presenza inglese. Proseguì erigendo ospedali ed acquartieramenti militari, due arsenali a Surabaya e Semarang, un collegio militare a Batavia. Demolì il vecchio castello di Batavia, sostituendolo con un nuovo forte a Meester Cornelis (Jatinegara), ed eresse il Fort Lodewijk a Surabaya.
La sua opera principale, tuttavia, fu la realizzazione della "Grande via postale" (nota agli Indonesiani come Jalan Raya Pos) nel nord dell'isola, un percorso di 1000 km, completati in un solo anno, imponendo uno sforzo immenso agli indigeni, che morirono a migliaia. Essi venivano mobilitati con un sistema del lavoro forzato (Rodi). Ciò provocò alcune rivolte e locali e, comunque, alienò molte simpatie al governo olandese e favorì la successiva iniziativa britannica.

Notizie del preoccupante stato di cose giunse sino a Parigi ove lo stesso Napoleone, ormai diretto padrone dei Paesi Bassi, l'11 novembre 1810 stabilì di rimpiazzare Daendels, sostituendolo con il Janssens, affidandogli qualche rinforzo.

## Laguerra di Giava

### La inesorabile espansione del controllo britannico

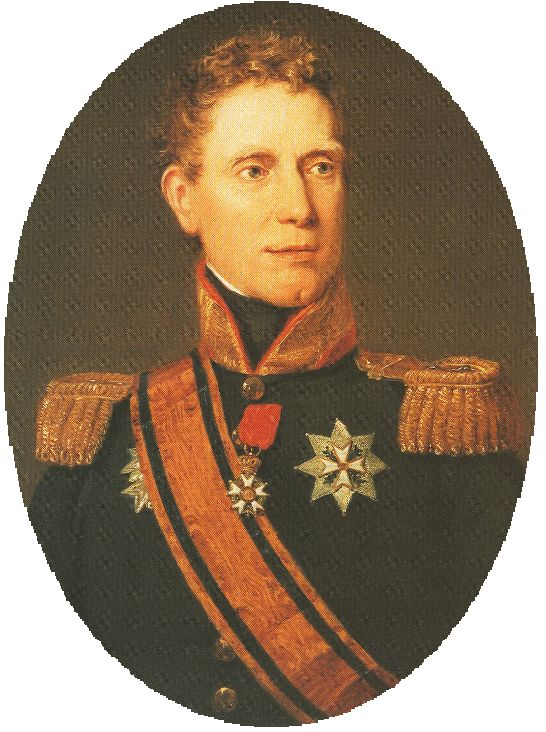
Ritratto del generale Jan Willem Janssens, ca. 1820

Il nuovo governatore-generale sbarcò a Batavia il 15 maggio 1811. Sfortunatamente per lui, a quella data era già in avanzato stato di preparazione una forte spedizione, organizzata dalla Compagnia Inglese delle Indie Orientali, al comando di Lord Minto, governatore generale del Raj Britannico in India. Egli aveva conquistato le piazzeforti francesi nell'Oceano Indiano: la Riunione (allora Île Bourbon), nel 1810 e Mauritius (allora Île de France o île Maurice), il 3 dicembre dello stesso anno, ove 20'000 inglesi avevano avuto ragione di 1'200 francesi, sebbene ben guidati dal Decaen. Seguirono i possedimenti della Compagnia Olandese delle Indie Orientali delle Isole Ambone e delle Molucche.
L'azione del Minto era inquadrata in una generale politica di 'scalata al potere mondiale', portata avanti in quegli anni dall'Inghilterra: nel 1809, ad esempio, cadeva la Guyana francese, il 4 febbraio 1810 la colonia francese della Guadalupa.

### La spedizione inglese dall'India
Nel 1811 un nuovo corpo di spedizione forte di 11'000 uomini, metà Inglesi, metà Indiani mosse verso Giava Lo comandava il generale Auchmuty, ma accompagnato dallo stesso Lord Minto.
Il 30 luglio Auchmuty sbarcava a Giava. Il 4 agosto occupava la capitale Batavia. Il governatore-generale disponeva di un discreto piccolo esercito, se rapportato alle consuete dimensioni coloniali, composto da Olandesi e Francesi, tuttavia carente di buoni ufficiali. Ad ogni buon conto gli Inglesi lo sorpassavano di numero e si preferì concentrare le difese attorno alle fortificazioni di Meester Cornelis, 12 km a sud-ovest dalla capitale e, soprattutto, lontana dalla flotta.
Qui venne attaccato dai britannici, il 28 agosto: difese con tenacia la piazza, ma venne indotto a ritirarsi verso Buitenzorg, ove gli Olandesi potevano appoggiarsi in quanto la piazza era usualmente utilizzata quale residenza della amministrazione nella stagione secca. La ritirata, tuttavia, venne disturbata e, nel corso della marcia, molti soldati francesi caddero prigionieri dei Britannici.
Janssens, infine, capitolò il 18 settembre, con la resa della più orientale Semarang.

### L'amministrazione inglese di Giava
Da quel momento, e sino al 1816, Giava venne governata da Lord Minto, che scelse come luogotenente-governatore Thomas Stamford Raffles (lo stesso che, il 6 febbraio 1819, avrebbe fondato Singapore), estendendone, di lì a poco, l'autorità, anche a sull'antico, ma piccolo, forte inglese di Bengkulu (nel sud di Sumatra).
Raffles apportò numerose riforme agli, ormai arcaici, metodi amministrativi olandesi ereditati dalla 'Compagnia': abolizione della schiavitù e dei lavori forzati, restauro del tempio di Borobudur e di altri antichi monumenti, rilassamento del regime della proprietà dei fondi. In generale, tale periodo consentì una certa ripresa dei commerci, ormai garantiti dalla assoluta preponderanza inglese negli oceani.

## Conseguenze della perdita di Giava

### Definitivo abbandono della rivalità anglo-olandese
La perdita dell'ultimo ridotto, completò la sconfitta dell'Impero coloniale olandese. L'alleanza e l'annessione francese avevano portato l'antica potenza coloniale alla rovina commerciale. Che gli sforzi dei governi della Repubblica Batava e del Regno d'Olanda, non disgiunti dal rilevante, ma improduttivo, sforzo navale dell'Impero francese, non avevano saputo evitare. Un esito che confermava quello della Quarta guerra anglo-olandese ed una lezione che gli Orange-Nassau non avrebbero più dimenticato: da quel momento non avrebbero più rinunciato alla alleanza con il potente ed irruente vicino britannico.

### Riallineamento anglo-olandese
Toccò metterla a frutto al Principe d'Orange, figlio del defunto statolder Guglielmo V. Questi, già il 27 aprile 1813, con Napoleone ancora saldamente insediato in Germania, stabiliva con il ministro degli esteri britannico Castlereagh le linee generali della restaurazione: restituzione delle antiche colonie, estensione delle frontiere delle Province Unite verso ovest, nuovo sistema di governo che sappia riconciliare i desideri delle Province Unite con quello delle potenze.
Il 30 novembre, un mese e mezzo dopo la sconfitta napoleonica alla battaglia di Lipsia, il Principe d'Orange rientrava nei Paesi Bassi, a Scheveningen, accolto con entusiasmo. Il 2 dicembre entrava in Amsterdam, e veniva proclamato 'Principe-Sovrano dei Paesi Bassi': assai più di statolder, qualcosa meno di re.

### Lo scambio di alcune colonie con il Belgio
Il 14 gennaio veniva raggiunto all'Aia dal Castlereagh, sulla via di Chaumont: questi riconfermò il progetto di annessione alle antiche Province Unite degli antichi Paesi Bassi austriaci. In cambio, naturalmente, Londra si aspettava da Guglielmo che egli non ponesse eccessive difficoltà ad arrangiamenti relativi alle colonie, al momento, comunque, tutte sotto occupazione militare britannica.

### Il trattato anglo-olandese del 1814
Si trattava, per Guglielmo, di un ottimo affare. Comunque era forzato a concluderlo. E, come naturale, accettò. Per la sistemazione definitiva dell'affare, bisognò, tuttavia, attendere la firma, il 13 agosto 1814 di un apposito Trattato anglo-olandese: nella sostanza, gli Inglesi restituivano tutti i possedimenti coloniali in Africa, America ed Asia, con l'esclusione della Colonia del Capo e delle basi di Berbice, Demerara ed Essequibo (che passarono a costituire la Guiana britannica).
Nel 1816 Giava, insieme agli altri possedimenti, veniva, infine, resa al neonato Regno Unito dei Paesi Bassi.